# تحيانت (آيت اعقوب)
تحيانت هو دُوَّار يقع بجماعة أموڭر، إقليم ميدلت، جهة درعة تافيلالت في المملكة المغربية. ينتمي الدوّار لمشيخة آيت اعقوب التي تضم 4 دواوير. يقدر عدد سكانه بـ 635 نسمة حسب الإحصاء الرسمي للسكان والسكنى لسنة 2004.

## روابط خارجية
- البوابة الوطنية للجماعات الترابية نسخة محفوظة 12 مارس 2018 على موقع واي باك مشين.
- المندوبية السامية للتخطيط